# Manuel Calvente
Manuel Calvente Gorbas (født 14. august 1976) er en spansk tidligere professionel cykelrytter.